# 奥拉霍瓦茨市镇
奥拉霍瓦茨市镇（羅馬化：Opština Orahovac），是科索沃賈科維察區的一个市镇，行政中心为奧拉霍瓦茨。市镇面积为276平方公里，人口数量为56,208人（2011年）。